# Gordon Sawyer
Gordon E. Sawyer (* 27. August 1905 in Santa Barbara, Kalifornien; † 15. März 1980 ebenda) war ein US-amerikanischer Toningenieur. 

## Leben
Sawyer war erst bei der Goldwyn Picture Corporation beschäftigt und arbeitete später beim Nachfolgeunternehmen Metro-Goldwyn-Mayer Insgesamt war er über 50 Jahre dort tätig.
Während dieser Zeit gewann er drei Academy Awards of Merit für seine Leistung in den Filmen Jede Frau braucht einen Engel (1947), Alamo (1960) und West Side Story (1961) und wurde weitere 13-mal nominiert.
1977 wurde er mit der John A. Bonner-Medaille ausgezeichnet.
Nach ihm wurde der Gordon E. Sawyer Award benannt, der an eine Einzelperson für besondere Leistungen im wissenschaftlich-technischen Bereich der Filmindustrie verliehen wird.

## Filmografie (Auswahl)
- 1945: Der Wundermann (Wonder Man)
- 1946: Die besten Jahre unseres Lebens (The Best Years of Our Lives)
- 1947: Jede Frau braucht einen Engel (The Bishop's Wife)
- 1950: Unser eigenes Ich (Our Very Own)
- 1951: Im Sturm der Zeit (I Want You)
- 1952: Hans Christian Andersen und die Tänzerin (Hans Christian Andersen)
- 1956: Lockende Versuchung (Friendly Persuasion)
- 1957: Zeugin der Anklage (Witness for the Prosecution)
- 1958: Laßt mich leben (I Want to Live!)
- 1959: Porgy und Bess (Porgy and Bess)
- 1960: Das Appartement (The Apartment)
- 1960: Alamo (The Alamo)
- 1961: Infam (The Children's Hour)
- 1961: West Side Story
- 1963: Eine total, total verrückte Welt (It's a Mad, Mad, Mad, Mad World)
- 1966: Hawaii